# Lista de vulcões da Bolívia
O país Bolívia hospeda muitos vulcões ativos. Na vulcanologia e neste artigo, os vulcões ativos são aqueles com erupção do Holoceno, que significa erupções nos últimos 10.000 anos e vulcões extintos em todo o seu território. Os vulcões ativos estão no oeste da Bolívia, formando a Cordilheira Ocidental, o limite ocidental do planalto Altiplano]. Muitos dos vulcões ativos são montanhas internacionais compartilhadas com o Chile. Todos os vulcões Cenozoicos da Bolívia fazem parte da Zona Vulcânica Central (CVZ) do Cinturão vulcânico andino que resulta devido a processos envolvidos na subdução de Placa de Nazca sob a Placa da América do Sul. A Zona Vulcânica Central é uma das principais províncias vulcânicas superiores do Cenozoico.
Além dos vulcões andinos, a Geologia da Bolívia hospeda os restos de antigos vulcões em torno do Precambriano Escudo Guaporé na parte oriental do país.
| Nome                         | Elevação (m)             | Elevação (pé)              | Coordenadas                  | Última erupção (VEI)      |
| ---------------------------- | ------------------------ | -------------------------- | ---------------------------- | ------------------------- |
| Abra Granada                 | 5700                     | 18,700                     | 22° 32′ S, 66° 32′ O         | Há 5 milhões de anos      |
| Acotango                     | 6052                     | 19,855                     | 18° 22′ 56″ S, 69° 02′ 52″ O | Holocene                  |
| Anallajsi                    | 5750                     | 18,865                     | 17° 55′ 37″ S, 68° 54′ 33″ O | Holoceno?                 |
| Asu Asuni                    | 4968                     | 16,299                     | 18° 13′ S, 68° 31′ O         | -                         |
| Ascotan                      | 5,500                    | 18,000                     | 21° 41′ S, 68° 07′ O         | Desconhecido              |
| Capurata                     | 5990                     | 19,652                     | 18° 24′ 54″ S, 69° 02′ 45″ O | -                         |
| Chascon-Runtu Jarita complex | 4900                     | 15,100                     | 21° 53′ 02″ S, 67° 54′ 18″ O | 88,000 - 97,000 years ago |
| Chullkani                    | 5032                     | 16,509                     | 18° 18′ 39″ S, 68° 50′ 24″ O |                           |
| Ch'iyar Qullu                | -                        | -                          | 19° 26′ S, 67° 23′ O         | Há 22 milhões de anos.    |
| Ch'iyar Qullu                | 4051                     | 13,290                     | 19° 43′ 28″ S, 67° 39′ 16″ O | -                         |
| Cerro Bonete (Lipez)         | 5630                     | 18,470 ft                  |                              | Há 15 milhões de anos     |
| Chutinza                     | 5184                     | 17,008                     |                              |                           |
| Colluma                      | 3876                     | 12,716                     | 18° 30′ 00″ S, 68° 05′ 11″ O | Desconhecido              |
| Escala                       | 4000                     | 13,120                     | 21° 36′ 00″ S, 66° 52′ 29″ O | Holoceno                  |
| Guacha                       | 5250                     | 17,220                     | 22° 45′ S, 67° 28′ O         | Há 1,7 milhões de anos    |
| Guayaques                    | 5598                     | 18,366                     | 22° 53′ 51″ S, 67° 33′ 59″ O | Desconhecido              |
| Iru Phutunqu                 | 5163                     | 16,939                     | 20° 43′ 51″ S, 68° 33′ 09″ O | 1995                      |
| Jayu Quta                    | 3716                     | 12,026                     | 19° 27′ 55″ S, 67° 25′ 34″ O | Holoceno?                 |
| Jitiri                       | 5031                     | 16,506                     | 18° 13′ S, 68° 48′ O         | -                         |
| Jorcada                      | 5650                     | 18,865                     | 22° 01′ 34″ S, 67° 45′ 52″ O | - 95,000 BP               |
| Laram Q'awa                  | 5182                     | 17,001                     |                              | Holoceno?                 |
| Kunturiri                    | 5762                     | 18,904                     | 18° 02′ S, 69° 04′ O         | -                         |
| Licancabur                   | 5415 na parte da Bolívia | 17.717 na parte da Bolívia | 22° 49′ 41″ S, 67° 52′ 35″ O | Holoceno                  |
| Lípez                        | 5929                     | 19,447                     | 21° 56′ 35″ S, 66° 51′ 41″ O | -                         |
| Michincha                    | 5248                     | 17,218                     | 20° 56′ 16″ S, 68° 30′ 09″ O | Holoceno                  |
| Millunu                      |                          |                            |                              | Mioceno                   |
| Moiro (ou: Cerro Negro)      | 4269                     | 13,943                     | 21° 41′ 03″ S, 67° 28′ 01″ O | Holoceno ?                |
| Morococala                   |                          |                            | 18° 10′ S, 66° 45′ O         | Há 6,4 milhões de anos    |
| Nuevo Mundo                  | 5438                     | 17,841                     | 19° 46′ 27″ S, 66° 28′ 42″ O | Holoceno                  |
| Olca                         | 5353                     | 17,562                     | 20° 56′ 38″ S, 68° 28′ 33″ O | Holoceno                  |
| Ollagüe (Ullawi)             | 5863                     | 19,231                     | 21° 18′ 07″ S, 68° 10′ 45″ O | Pleistoceno               |
| Pampa Luxsar                 | 5543                     | 18,185                     | 20° 50′ 55″ S, 68° 11′ 54″ O | Holoceno                  |
| Panizos                      | +5000                    | +16,000                    | 22° 15′ S, 66° 45′ O         | Mioceno                   |
| Parina Quta                  | 6348                     | 20,827                     | 18° 09′ 58″ S, 69° 08′ 33″ O | 290 AD ± 300 years        |
| Paryani                      | 5077                     | 16,657                     | 19° 07′ 52″ S, 68° 25′ 30″ O |                           |
| Paruma                       | 5420                     | 17,782                     | 20° 56′ 36″ S, 68° 27′ 32″ O | Pleistoceno               |
| Paruma                       | 5310                     | 17,421                     | 20° 56′ 36″ S, 68° 27′ 32″ O | 1867                      |
| Patilla Pata                 | 5700                     | 18,700                     | 18° 02′ 29″ S, 69° 04′ 30″ O | Holocene                  |
| Pomerape                     | 6282                     | 20,413                     | 18° 07′ 33″ S, 69° 07′ 39″ O | Pleistoceno               |
| Pumiri                       | 4862                     | 15,951                     | 19° 00′ S, 68° 26′ O         | Holoceno?                 |
| Quetena                      | 5730                     | 18,794                     | 22° 15′ 33″ S, 67° 24′ 56″ O | Holoceno ?                |
| Sacabaya (ou:Quemado)        | 4300                     | 14,107                     | 18° 37′ 32″ S, 68° 44′ 55″ O | Holoceno ?                |
| Sairecabur                   | 5971                     | 19,584                     | 22° 43′ 06″ S, 67° 53′ 26″ O | Holoceno                  |
| Sajama                       | 6542                     | 21,451                     | 18° 06′ 14″ S, 68° 52′ 53″ O | Holoceno                  |
| San Agustín                  | 4357                     | 14,294                     | 21° 13′ 04″ S, 67° 36′ 24″ O | Holoceno ?                |
| Santa Isabel                 | 5240                     | 17,191                     | 21° 38′ 26″ S, 66° 31′ 40″ O | Holoceno                  |
| Sirk'i                       | 5072                     | 16,640                     | 17° 21′ S, 69° 24′ O         | -                         |
| Saxani                       | 5090                     | 16,700                     | 19° 08′ S, 68° 25′ O         | -                         |
| Tata Sabaya                  | 5430                     | 17,815                     | 19° 07′ 58″ S, 68° 31′ 31″ O | Holoceno                  |
| Titiwilla                    | 5050                     | 16,570                     | 19° 43′ S, 68° 11′ O         | Pleistoceno               |
| Tocorpuri                    | 5808                     | 19,055                     | 22° 25′ 33″ S, 67° 54′ 38″ O | Holoceno                  |
| Tunupa                       | 5432                     | 17,821                     | 19° 49′ 52″ S, 67° 38′ 33″ O | -                         |
| Umurata                      | 5710                     | 18,733                     | 18° 21′ 20″ S, 69° 02′ 59″ O | -                         |
| Uqi Uqini                    | 5490                     | 18,012                     | 18° 19′ S, 69° 02′ O         | -                         |
| Uyarani                      | 4259                     | 13,973                     | 18° 28′ 21″ S, 68° 39′ 19″ O | -                         |
| Uturunku                     | 6008                     | 19,711                     | 22° 15′ 07″ S, 67° 11′ 12″ O | Holoceno                  |
| Wila Pukarani                | 4920                     | 16,142                     | 19° 19′ 50″ S, 68° 18′ 35″ O | -                         |
| Yumia                        | 4350                     | 14,271                     | 21° 28′ 59″ S, 67° 32′ 06″ O | Holoceno                  |
| Zapaleri                     | 5653                     | 18,546                     | 22° 48′ 30″ S, 67° 10′ 40″ O | -                         |

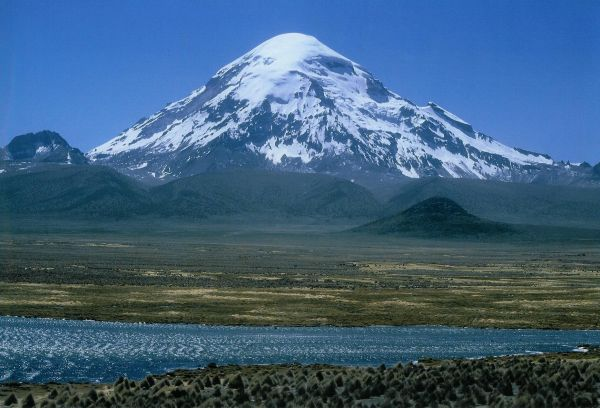
Sajama, um estratovulcão considerado extinto.
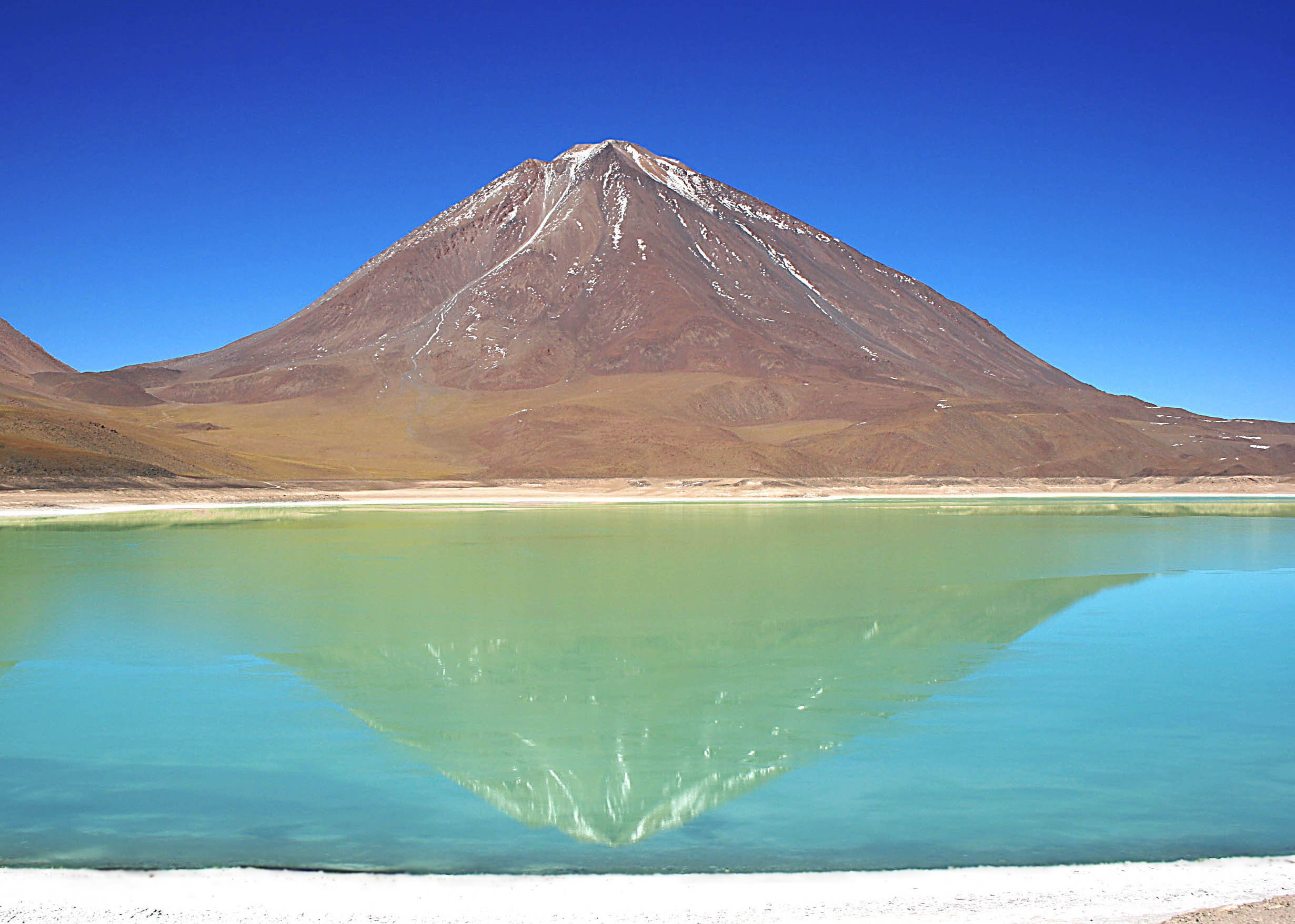
Vista de Licancabur. A área da cúpula está no Chile.
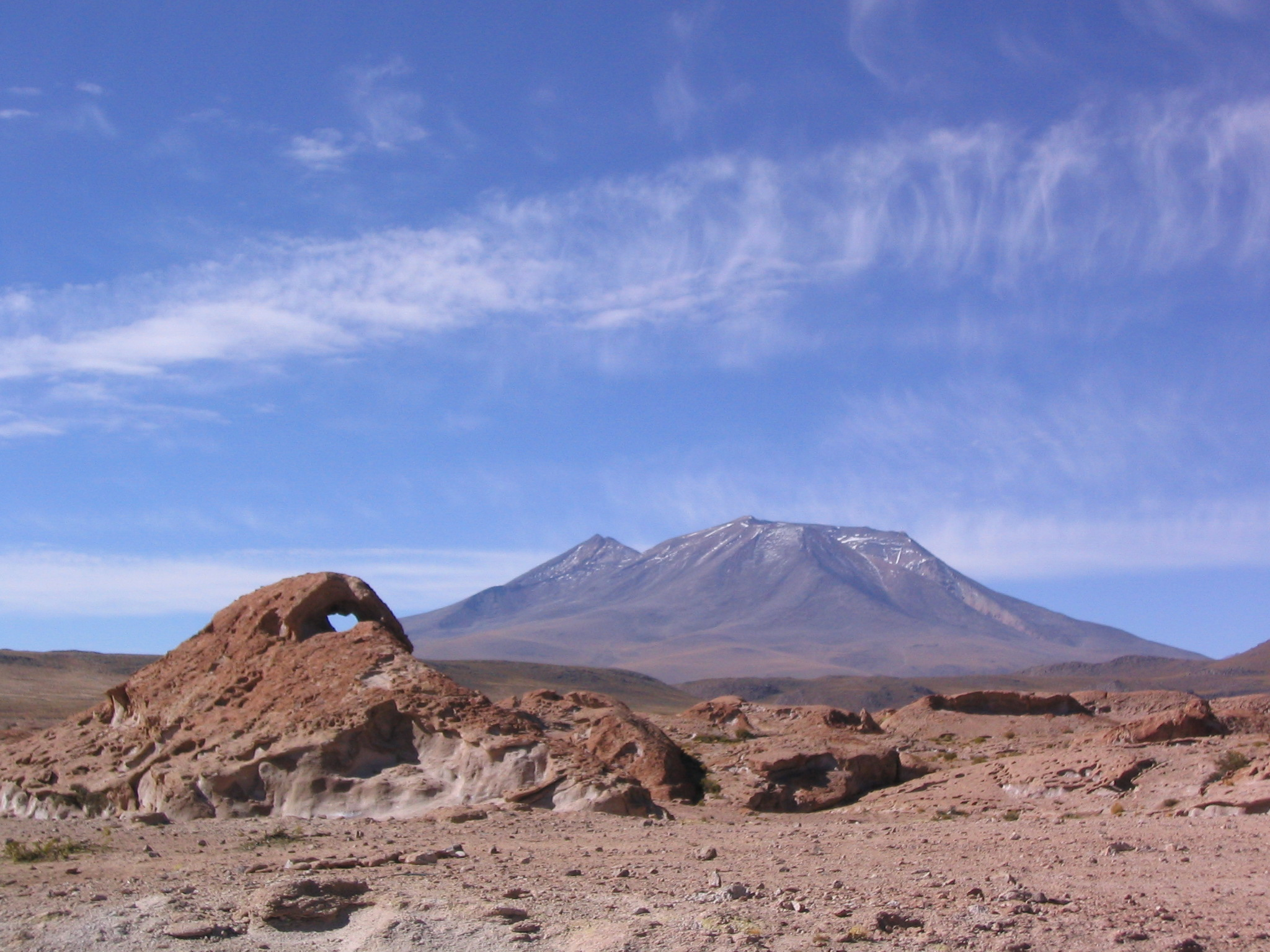
Ollagüe visto da Bolívia.
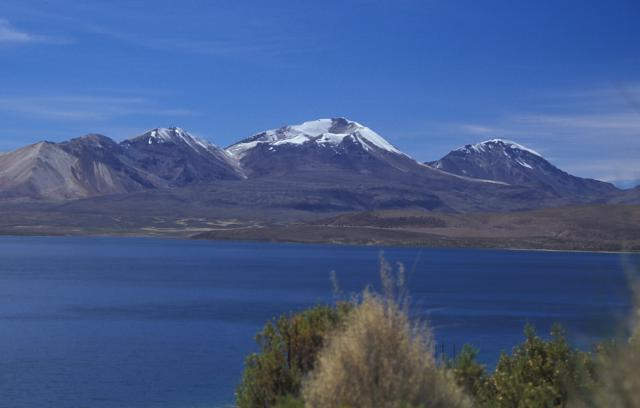
Vulcão Acotango visto do Chile.